# 洋市镇
洋市镇为湖南省桂阳县所辖镇。2012年4月，与东成乡成建制合并新设洋市镇。洋市镇辖23个行政村、2个社区，总面积171.61平方公里，总人口4.69万人，镇政府驻洋布坪（原洋市镇驻地）。

## 行政区域
- 洋市镇2012年4月与东成乡合并前行政区划代码431021104，政府洋布坪；下辖（2011年末）洋市村、仁和村、平堂村、停欧村、石兰村、双江村、杨湖村、府桥村、老屋村、南衙村、元林村、古塘村、龙口村共计13行政村。
- 2012年4月并入的东成乡原行政区划代码431021206；东成乡（2011年末）下辖车江村、春养村、会冲村、泉塘村、庙下村、东成村、瓦僚村、东岭村、花麦村、花台村共计10行政村。

## 中国传统村落
2013年8月，庙下村被评为第二批中国传统村落。